# Louis Claude Marie Richard

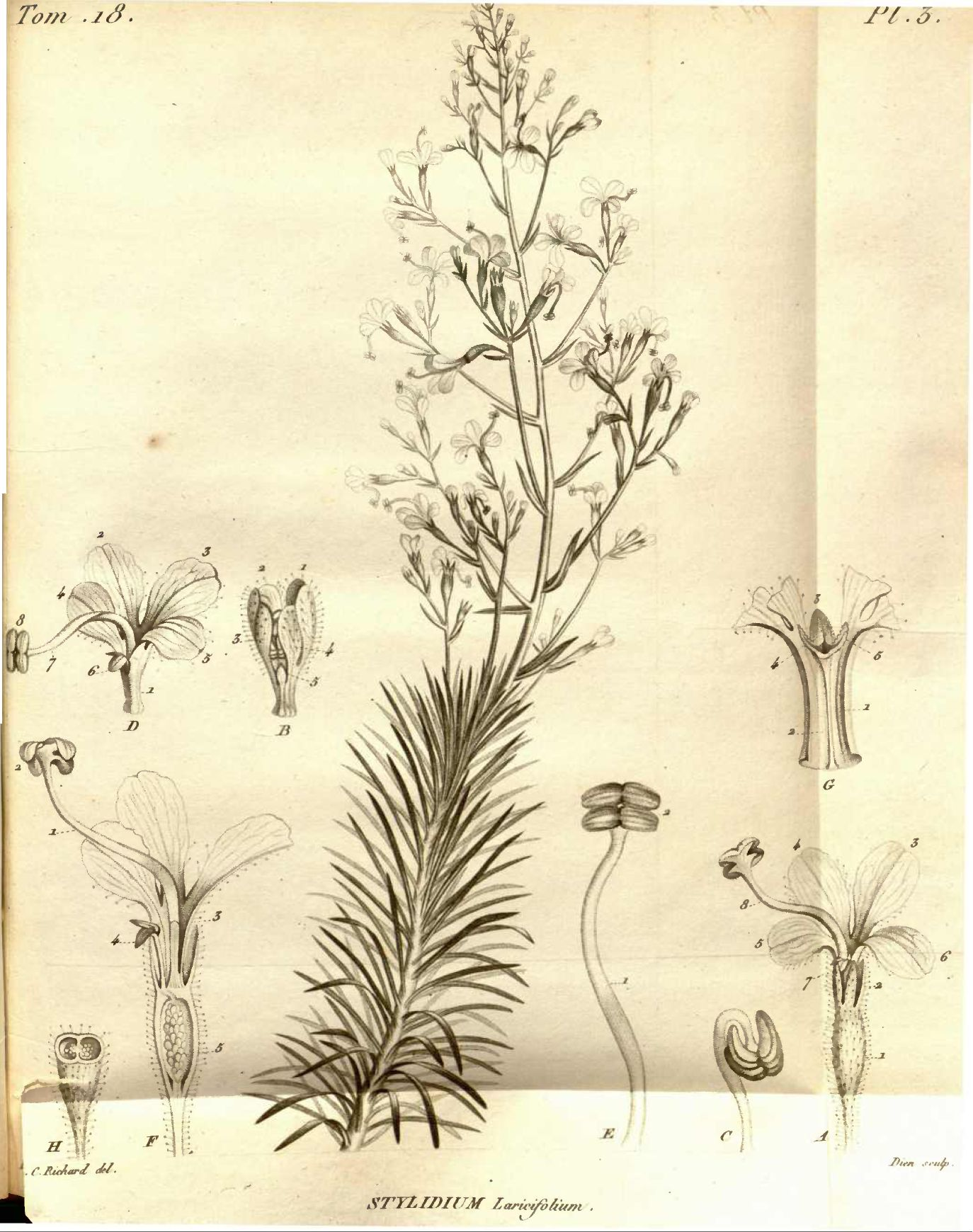
Stylidium laricifolium, gezeichnet von Louis Claude Marie Richard

Louis Claude Marie Richard (* 19. September 1754 in Versailles; † 7. Juni 1821 in Paris) war ein französischer Botaniker. Sein offizielles botanisches Autorenkürzel lautet „Rich.“; früher war auch das Kürzel „L.C.Rich.“ in Gebrauch.

## Leben und Wirken
Sein Großvater war Claude Richard (1705–1784), Gartenmeister im königlichen Park von Petit Trianon, sein Vater war Claude Richard, Gartenmeister im königlichen Park von Auteuil. Dieser war sehr gebildet und auch in Mathematik bewandert. Louis Richard und seinen 15 Geschwistern sollte eine gute Bildung zuteilwerden. Louis wurde deshalb zuerst an das Collége de Vernon geschickt. Im Alter von 13 machte sein Onkel eine Eingabe an den Pariser Erzbischof und es wurde über eine klerikale Karriere für Louis nachgedacht. Der Junge war davon jedoch nicht begeistert und versuchte sich dem zu verweigern. Jedoch sein Vater zeigte sich unnachgiebig und er musste sein Elternhaus verlassen, um nach Paris zu gehen. Seinem Vater konnte er eine Pension von 12 Francs monatlich abringen. In Paris besuchte er Kurse in Rhetorik und Philosophie die im Collège Mazarin abgehalten wurden. Er bildete sich in Botanik, vergleichende Anatomie, Zoologie und Mineralogie. In dieser Zeit begann er auch zu zeichnen. Es erwies sich als lukrativ, Pläne von Auteuil anzufertigen. Das Geld sparte er um nach Amerika zu reisen.
Bereits in jungen Jahren wurde er in der Académie des sciences vorgestellt, wo er besonders Bernard de Jussieu auffiel, der ihn fortan förderte, ihm Zugang zu seiner Bibliothek gewährte und ihm auch seine umfangreiche Sammlung zugänglich machte. 1781 schlug die Akademie König Ludwig XVI. vor, eine Forschungsreise zu entsenden. Diese sollte nach Guyana und auf die Antillen führen. Auch wenn vom Monarchen versprochen wurde, die Ausgabe für die Reise ausgleichen zu wollen, so musst Richard doch in Vorschuss gehen, was er auch konnte, da er mit seiner Zeichenarbeit genug verdient hatte. Die Reise führte Richard von Cayenne bis in den Golf von Mexiko und sollte bis 1789 dauern. Die Reise war geprägt von ausgiebigen Exkursionen, die anstrengend und auch sehr gefährlich waren. Er fungierte hierbei als Zoologe, Mineraloge und als Botaniker in einer Person. Er beschrieb und sezierte Tiere und bestimmte und zeichnete Pflanzen. Über die Zeit legte er große Sammlungen an. Diese war gegen Ende der Expedition auf erhebliche Größe angewachsen und weil der Transport durch die indigenen Ureinwohner hohe Kosten verursachte, schrieb er nach Frankreich. Er bekam jedoch keine Antwort. Trotzdem schafft er es, diese Sammlungen nach Frankreich zu schaffen.
Bei der Rückkehr nach Paris hatte die Französische Revolution bereits begonnen und die meisten seiner Gönner und Freunde wollten oder konnten ihm nicht weiterhelfen. Auch der König konnte sein Versprechen nicht einlösen.
Außer sein an die dreitausend Pflanzen umfassende Herbarium, kistenweise Muscheln, Vögel und andere Tiere sowie Minerale, brachte er einen Leistenbruch und eine chronische Blasenentzündung mit aus Südamerika. 1790 kehrte er der Reisetätigkeit den Rücken und er heiratete. Damit zog er sich auch fast vollständig aus der Öffentlichkeit zurück. Seine Arbeiten dieser Zeit waren eher zoologisch geprägt. So besaß er eine der größten und reichhaltigsten Muschelsammlungen, die er ordnend bestimmte und ein völlig neue Methode der Klassifikation entwickelte. In dieser Zeit wurde er korrespondierendes Mitglied der Royal Society.
Als Botaniker beschrieb er unter anderem die Orchideengattung Liparis.
Sein Sohn Achille Richard (1794–1852) war ebenfalls Botaniker.

## Ehrungen
- 1794: Mitglied des Institut national[2]
- 1812: korrespondierendes Mitglied der Preußischen Akademie der Wissenschaften
- 1816: Mitglied der Académie des sciences
- 1819: Ritter der Ehrenlegion
- Der deutsche Botaniker Karl Sigismund Kunth hat die von ihm entdeckte Gattung Richardia aus der Familie der Aronstabgewächse Louis Claude Richard gewidmet.[3]
- Der französische Entomologe und Arzt Jean-Baptiste Robineau-Desvoidy benannte ihm zu Ehren die Fliegengattung Richardia, Typusgattung der Familie Richardiidae, die Richard in Französisch-Guayana entdeckt hatte.[4]

## Schriften
- Demonstrations botaniques, ou analyse du fruit, 1808.
- Analyse botanique des embryons endorhizes ou monocotylédonés, 1811.
- De Orchideis europaeis annotationes …, 1817.
- Commentatio botanica de Coniferis et Cycadeis, 1826.
- De Musaceis commentatio botanica …, von seinem Sohn herausgegeben, 1831.